# Rupes

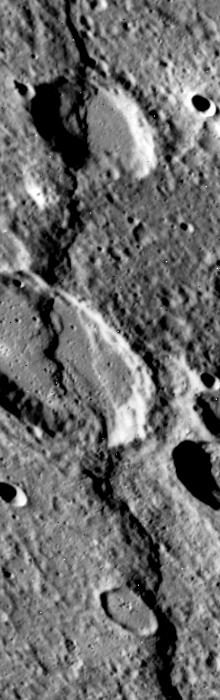
Discovery Rupes auf dem Merkur

Rupes  (Plural: Rupēs; lateinisch für „Kluft“, „Furche“ „Riss“) ist in der Astrogeologie gemäß der planetaren Nomenklatur die Bezeichnung für langgestreckte canyonartige Bruchlinien, Rinnen, Gräben oder Terrainstufen auf dem Erdmond und anderen Himmelskörpern des Sonnensystems. Als schmale, vertiefte Linienstrukturen von bis zu 400 km Länge sind sie ein Zeichen für Spannungskräfte innerhalb der Gesteins- oder Eiskruste.
Auf dem Mond haben einige dieser Rupes mehr den Charakter einer Geländestufe als einer Furche, etwa die Rupes Altai und die 100 km lange "Lange Wand" (Rupes Recta). Letztere ist keineswegs ein Steilhang, als der sie im streifenden Licht bei Halbmond erscheint, sondern nur etwa 10° geneigt und wird mit steigendem Sonnenstand fast unsichtbar.

## Rupēs auf dem Mond
- Rupes Altai
- Rupes Boris
- Rupes Cauchy
- Rupes Kelvin
- Rupes Liebig
- Rupes Mercator
- Rupes Recta
- Rupes Toscanelli.

## Beispiele auf anderen Himmelskörpern
- Nautilus Rupes auf dem Planeten Merkur
- Verona Rupes auf dem Uranusmond Miranda